# Jakob III. Fugger

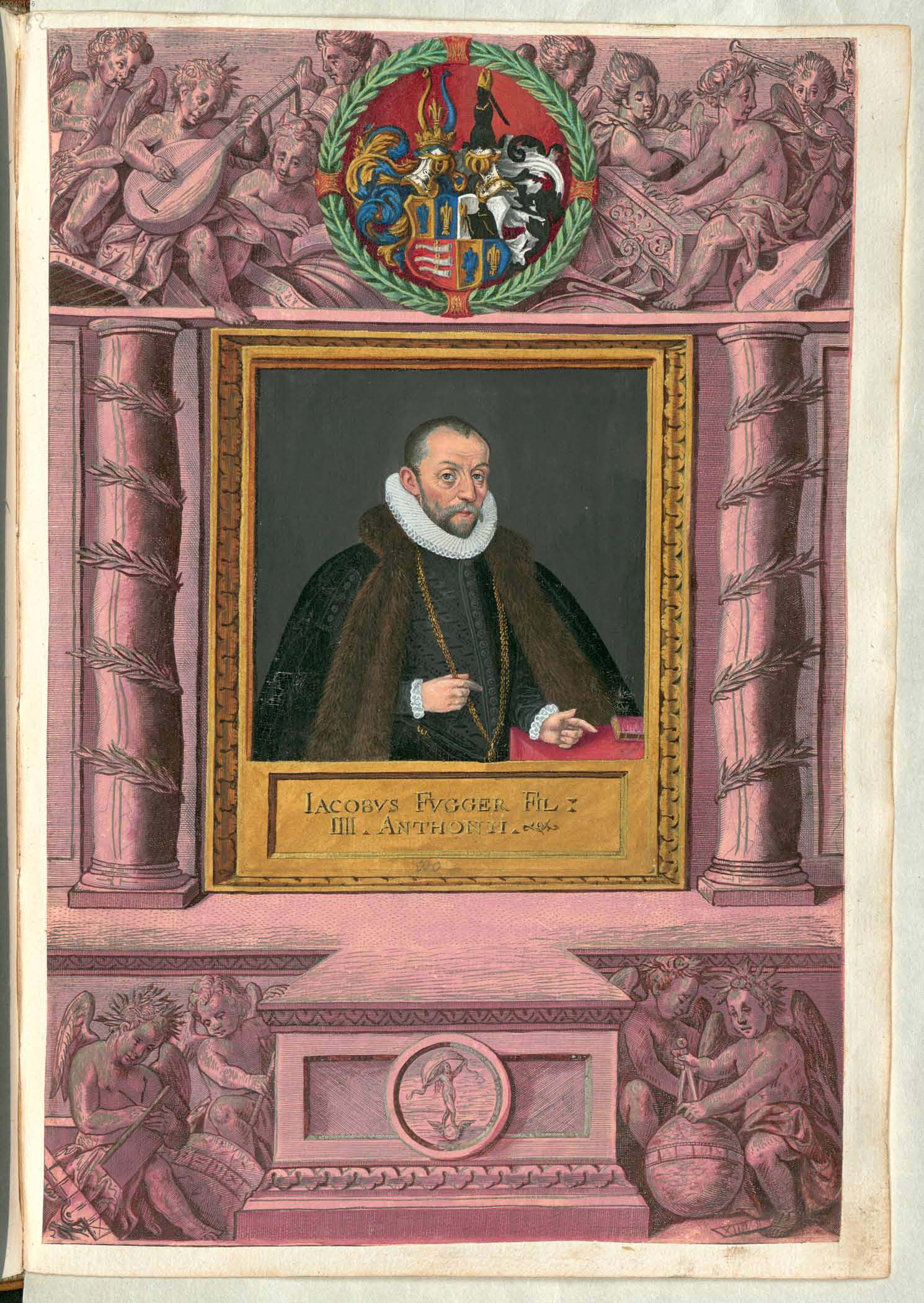
Jakob III. Fugger aus Fuggerorum et Fuggerarum imagines des Dominicus Custos

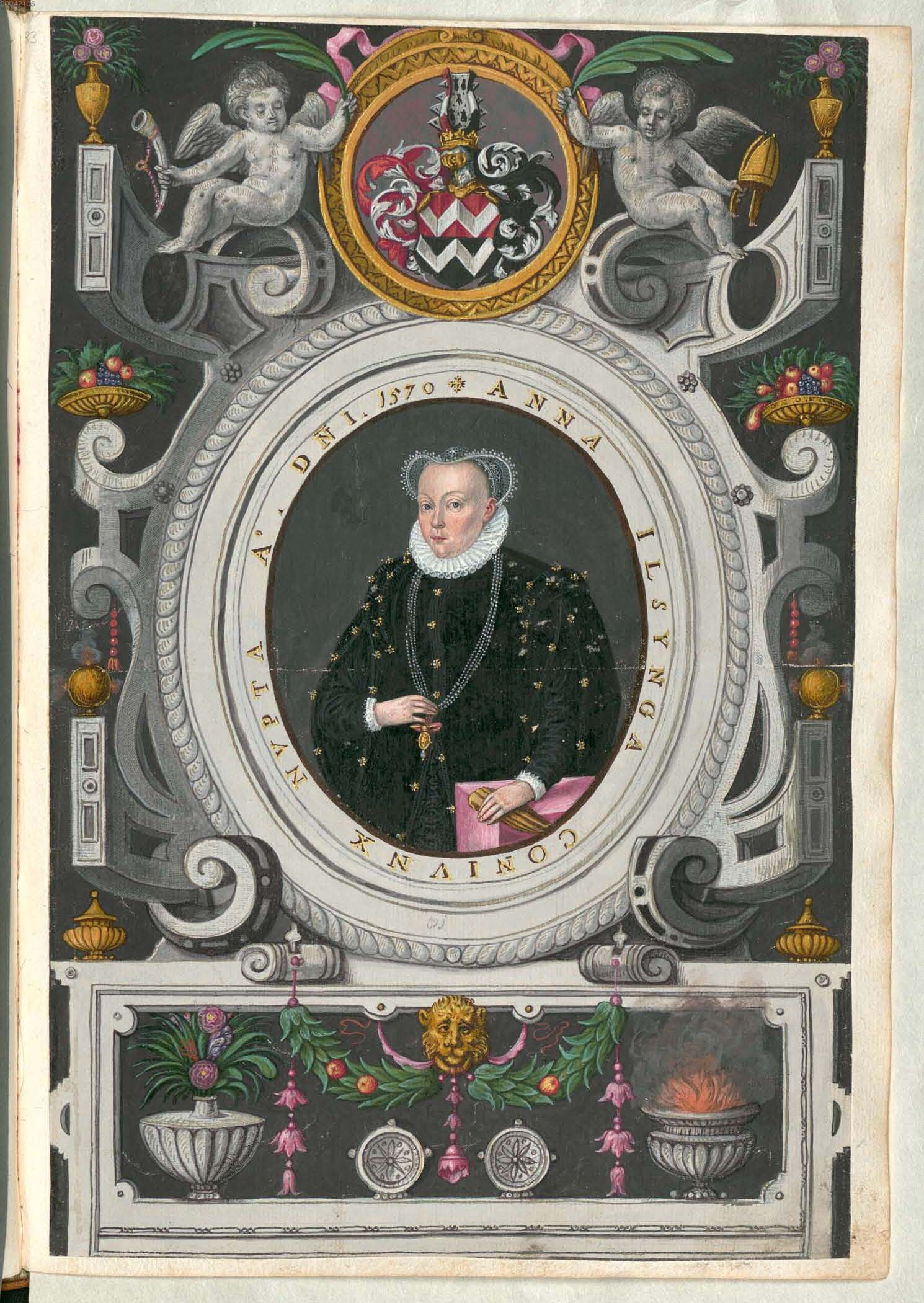
Ehefrau Anna Ilsung von Tratzberg

Jakob III. Fugger (* 30. März 1542 in Babenhausen; † 7. Februar 1598 ebenda) war ein deutscher Kaufmann und Grundbesitzer, Reichsgraf sowie Herr auf Schloss Babenhausen in Oberschwaben. Er entstammte der Familie Fugger. 

## Leben
Jakob war vierter Sohn Anton Fuggers und der Anna von Rehlingen. Nach dem Tode seines Vaters 1560 verwalteten er und seine Brüder das Handelsunternehmen und den nunmehr beachtlichen Grundbesitz der Familie gemeinsam. 1573 kam es zur Teilung des gesamten Besitzes unter den Brüdern. Jakob erhielt unter anderem die Herrschaften Babenhausen, Wellenburg und Boos zugesprochen. 1583 erhielt er mit seinen Brüdern die Reichsstandschaft im Schwäbischen Reichsgrafenkollegium, sowie die Kreisstandschaft im Schwäbischen Reichskreis.
Jakob war seit 1570 mit Anna Ilsung von Tratzberg verheiratet. Sie hatten folgende Nachkommen:
- Sibylla Freiin Fugger (1572–1616)
- Hieronymus Freiherr Fugger (1574–1579)
- Katharina Freiin Fugger (1575–1607)
- Georg Graf Fugger, Landvogt in Schwaben (1577–1643)
- Veronika Gräfin Fugger (1578–1645)
- Regina Gräfin Fugger (1581–1633)
- Anna Gräfin Fugger (1582–1633)
- Johann Graf Fugger der Ältere, Herr zu Babenhausen (1583–1633)
- Hieronymus Graf Fugger, Herr zu Wellenburg (1584–1633)
- Maximilian Graf Fugger, Herr zu Boos (1587–1629)
- Jakob Freiherr Fugger (1588–1607)